# Termoelektrarna Šoštanj blok 6
Termoelektrarna Šoštanj blok 6 (znan tudi s kratico TEŠ6) je projekt za izgradnjo novega bloka Termoelektrarne Šoštanj.
V zvezi z izgradnjo TEŠ6 je prišlo do korupcijske afere. Parlamentarna preiskovalna komisija, ki je delovala med 2015 in 2018, je za politično odgovorne spoznala Franca Križaniča, Mateja Lahovnika in Boruta Pahorja.

## Ozadje
Obstoječi bloki so bili grajeni v času, ko so na področju energetike veljale drugačne okoljevarstvene omejitve in drugačna ekonomska merila. Podaljšanje njihovega obratovanja je tako s stališča ekonomike kot vpliva na okolje nesmotrno. Novi blok bo zgrajen 60 let od prvega in 38 let od zadnjega in bo bistveno učinkovitejši. Zanj izbrana tehnologija predstavlja trenutno najboljšo razpoložljivo tehnologijo za obratovalne razmere na lokaciji Termoelektrarne Šoštanj in ob uporabi domačega energenta iz Premogovnika Velenje. Tehnologija BAT pomeni višji izkoristek in manjše onesnaževanje okolja, to pa je v skladu s sodobnimi cilji energetske strategije.
V letu 2008 je prenehal obratovati blok 2, leta 2010 blok 1, v letu 2014 bo prenehal delovati blok 3 in v letu 2016 še blok 4. Z začetkom obratovanja nadomestnega bloka 6 bo na območju TEŠ blok 5 prešel v hladno rezervo. Po letu 2027 bo deloval samo blok 6.

### Prednosti in slabosti gradnje
Prednosti gradnje bloka 6 so naslednje:
- zagotavlja stabilnost elektroenergetskega sistema, ki ga JEK 1 in morebitna bodoča JEK 2 ne moreta zagotoviti;
- pri gradnji bo s 50 - 60 % sodelovala domača industrija; (kar se je izkazalo za laž, doma je ostalo največ 20% investicije)[navedi vir]
- zagotavlja sigurno oskrbo z elektriko tudi v primerih mednarodnih zapletov pri dobavi plina[navedi vir]
- zagotavlja najmanj 3500 delovnih mest za naslednjih 40 let; (kar se je izkazalo za laž. Že takrat je šlo za 1200 delovnih mest)[navedi vir]
- omogoča povečanje izkoristka goriva za 10-15 % v primerjavi s sedanjo tehnologijo; (malo manj dobre, a cenejše rezultate bi lahko dosegli z modernizacijo starih tehnologij)[navedi vir]
- v naslednji fazi, po izgradnji, bo omogočena tudi sekvestracija CO2 in s tem drastično zmanjšanje emisij (možnosti so realne, saj se tehnologije hitro približujejo komercialnim rešitvam);[navedi vir]

Slabosti pri gradnji TEŠ 6 pa so:
- izbrana je tehnologija, ki ne omogoča zamenjave goriva.
- emisija toplogrednih plinov se absolutno ne bo zmanjšala, vendar se bo povečala proizvodnja elektrike.
- Cena elektrike iz kurjenja mokrega nizkokaloričnega lignita polnega žvepla in drugih primesi iz 300m globin ne bo nikoli konkurenčno dnevnim kopom dobrega premoga, ki se nahajajo po Evropi. Že tedaj (2011) pa je cena presegala ceno elektrike iz obnovljivih virov (sončna in vetrna energija)

### Odločitev za gradnjo
Po uvrstitvi ideje za gradnjo v interni strateški razvojni načrt Termoelektrarne Šoštanj, junija 2004, naj bi Blok 6 s 600 MW postopoma nadomestil tehnološko zastarele in ekonomsko nerentabilne bloke 1, 2, 3, 4 in 5. Direktor podjetja dr.Uroš Rotnik je uspel ta interni projekt, ki je bil celo brez podpore krovnega podjetja Holding slovenskih elektrarn  opredeliti kot nacionalno pomemben projekt z njegovo uvrstitvijo v Resolucijo o nacionalnih in razvojnih projektih za obdobje 2007 – 2023, ki ga je vlada sprejela 12. oktobra 2006, novelirala pa v letu 2008.
Blok 6, ki naj bi poskusno začel obratovati konec leta 2014 bi zagotavljal nižjo ceno električne energije kot jo je do tedaj dosegala Termoelektrarna Šoštanj ob sočasni manjši obremenjenosti okolja. V okolje se bi po zagonu bloka 6 spuščalo 55% manj žveplovih oksidov in 50% manj dušikovih oksidov.
Navedeni razlogi za izgradnjo so bili: znižanje cene električne energije, znižanje onesnaženosti okolja in hrupa in podaljšanje proizvodnje električne energije, ki jo omogočajo količine premoga iz Premogovnika Velenje, iz 2025 na leto 2054.

### Cena izgradnje
Naložba je bila v Resoluciji o nacionalnih razvojnih projektih za obdobje 2007-2023 iz leta 2006 ocenjena na 602 milijona evrov (oz. 1 Mio €/1 MW) in naj bi se v celoti financirala iz zasebnih virov. Naložba je bila že pred vladno resolucijo v investicijskem programu iz aprila 2006 ocenjena na 691 mio EUR.
V Noveliranem investicijskem programu (NIP 1) je cena že novembra 2006 narasla na 1,07 mrd €. Investicijska vrednost projekta je z NIP 2 (marec 2009) poskočila na 1,34 mrd €. Cena se je z NIP 3 (oktober 2009) znižala na 1,12 mrd EUR. Leta 2010 se je ustalila na 1,1 milijarde €. 300 milijonov € HSE, 100 milijonov € TEŠ, 550 milijonov € krediti EIB, preostali krediti (EBRD, poslovne banke) ter vložek poslovnega partnerja/partnerjev pa 200 milijonov €. Trenutno se govori o 1.4 mrd €, pri čemer ni povsem jasno, zakaj cena narašča.

## Javna razprava o projektu TEŠ 6
Odločanje o projektu TEŠ 6 je bilo postopno, tako da je skupna slika bila predstavljena javnosti šele v letu 2008, podrobnejši dokumenti pa šele z vlogo za kreditiranje Evropski banki za obnovo in razvoj (EBRD).
Po sprejetju zakona o gradnji TEŠ 6 sta Vili Kovačič in društvo Davkoplačevalci se ne damo vložila v Državnem zboru zadostno število podpisov za sprožitev referendumskega postopka. Ministrstvo je pobudo zavrnilo zaradi nečitljivih in netočnih podatkih o nekaterih podpisnikih in Ustavno sodišče je odločilo, da je odločitev ministrstva skladna z Ustavo RS (Sklep Ustavnega sodišča RS __/12).
V javnosti so močno odmevali podatki o naraščanju predračunske cene projekta, od predvidenih 602 milijona € na okoli 1,4 milijarde €.
Večino stroška proizvodnje elektrike predstavlja uvožena oprema in gorivo za izkopavanje lignita ter obresti za tuje kredite, kar je ovrglo argument za izgradnjo TEŠ6 na podlagi samozadostnosti.
Denar se je prelival iz obnovljivih virov (hidroelektrarne) v neobnovljive investicije.

## Tehnične podrobnosti
| Investitor                   | Termoelektrarna Šoštanj    |
| Moč bloka                    | 600 MW                     |
| Specifična poraba na pragu   | 8.451 kJ/kWh               |
| Cena premoga                 | 23,18 EUR/t (2,25 EUR/GJ)  |
| Ure obratovanja              | 6.500 ur/leto              |
| Število zaposlenih           | >200                       |
| Življenjska doba             | 40 let                     |
| Emisija CO2                  | 0,82 kg/kWh                |
| Končano poskusno obratovanje | november 2014 (predvidoma) |

| 2009                            | B1, 3                  | B4 + PLT       | B5 + PLT       |
| 2009                            | 82 MW, 26%             | 317 MW, 34,8 % | 387 MW, 35,8 % |
| 2009                            | skupno 3500 - 3745 GWh |                |                |
| 2010                            | B1, 3                  | B4 + PLT       | B5 + PLT       |
| 2010                            | 55 MW, 26%             | 317 MW, 34,8 % | 387 MW, 35,8 % |
| 2010                            | skupno 3500 - 3745 GWh |                |                |
| 2015                            |                        | B5 + 2 PLT     | B6             |
| 2015                            | 429 MW, 37,6 %         | 600 MW, 43 %   |                |
| 2015                            | skupno 3450 - 4750 GWh |                |                |
| 2027 - 2054                     |                        |                | B6             |
| 2027 - 2054                     | 600 MW, 43 %           |                |                |
| 2027 - 2054                     | skupno 2400 - 3450 GWh |                |                |
| B - blok, PLT - plinska turbina |                        |                |                |

Nadomestni blok 6 bo proizvajal 3.500 GWh električne energije, za kar bo potreboval 2,9 milijona ton premoga in skupno oddajal v okolico 3,1 milijona tone CO2, kar je skoraj poldrugi milijon ton manj od emisij trenutno delujočih blokov 3, 4 in 5. Gre torej za energetsko in okoljsko sprejemljivejši proizvodni objekt, s katerim bomo za enako količino električne energije potrebovali 30 odstotkov manj premoga. S postavitvijo bloka 6 se ob enaki količini proizvedene električne energije v Termoelektrarni Šoštanj specifične emisije CO2 znižajo za 35 odstotkov. Novi blok 6 namreč odda 0,87 kg/kWh specifične emisije CO2, medtem ko obstoječi objekti oddajajo 1,25 kg/kWh.
Gradbena dela so se začela z rušenjem hladilnih stolpov blokov 1, 2 in 3 leta 2010. Od leta 2011 do 2013 bosta potekali dobava in montaža opreme. Poskusno naj bi novi blok začel obratovati leta 2014, ko se bodo začeli zagonski preizkusi bloka. To leto bo tudi prva sinhronizacija in prvič bo proizvedena električna energija iz novega bloka.

### Moč bloka 6
Trenutno delujoči bloki v Termoelektrarni Šoštanj 755 MW moči, blok 6 pa bo imel na generatorju 600 MW oziroma na pragu 545 MW moči.

### Čiščenje dimnih plinov
Z izbrano prašno tehnologijo in čiščenjem dimnih plinov, ki predstavljata za uporabo premoga v velikih kurilnih napravah primerno tehnologijo BAT (Best Available Technology), se bodo skupne emisije žveplovega dioksida, dušikovih oksidov, ogljikovega monoksida in prahu iz Termoelektrarne Šoštanj po gradnji bloka 6 bistveno zmanjšale.